# Église de la Sainte-Trinité de Paris
Pour les articles homonymes, voir Église de la Sainte-Trinité.
Ne doit pas être confondu avec Cathédrale américaine de Paris, Cathédrale de la Sainte-Trinité de Paris (orthodoxe russe) ou Église luthérienne de la Trinité.
L’église de la Sainte-Trinité de Paris est un édifice religieux de culte catholique romain situé place d'Estienne-d'Orves, dans le 9e arrondissement de Paris, au croisement de la rue Blanche, de la rue de Clichy, de la rue de la Chaussée-d'Antin, de la rue Saint-Lazare et de la rue de Châteaudun.
Elle donne son nom à la station de métro Trinité - d'Estienne d'Orves.

## Histoire

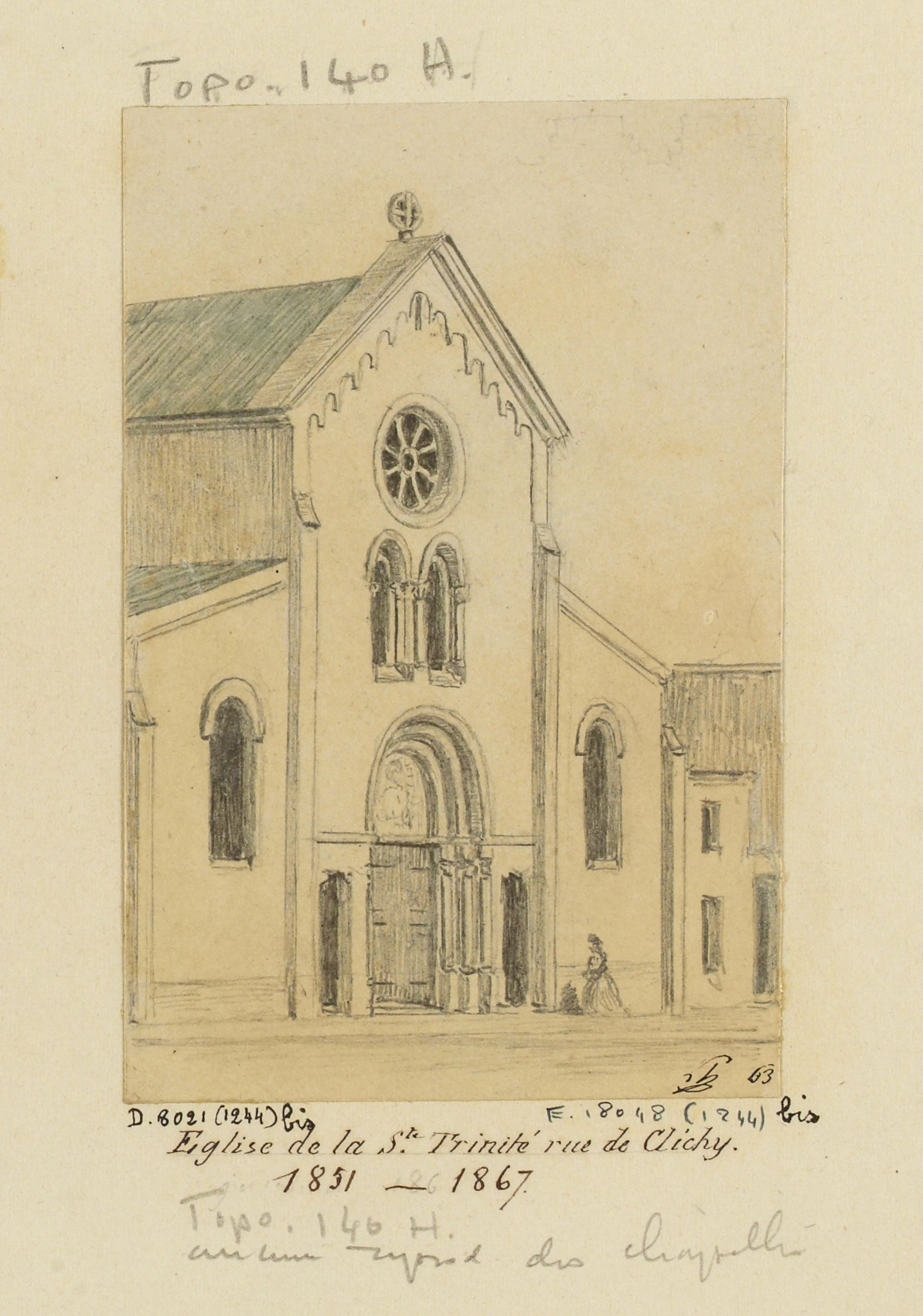
Première église de 1851 à 1867

Une première église de la  Trinité en bois polychrome est édifiée en 1852 rue de Clichy, à l'emplacement du second Tivoli (aujourd'hui occupé, entre autres, par le Casino de Paris).
Son transfert, quelques centaines de mètres plus bas en lieu et place du Cabaret de la Grande Pinte, est décidé par le baron Haussmann dans le cadre des transformations de Paris sous le Second Empire voulues par l'empereur Napoléon III. L'église est implantée à l'extrémité de la perspective ouverte par la rue de la Chaussée-d'Antin. La nécessité de la construire en surélévation pour reprendre le début de la pente de la butte de Montmartre accentue la monumentalité de l'édifice placée après un petit square. Les travaux commencent en 1861 et s'achèvent en 1867. Théodore Ballu en est l'architecte. Conçue pour être vue depuis l'Opéra de Paris, elle passe pour avoir été très économique malgré le luxe des décorations : l’église coûta 3,2 millions de francs selon le baron Haussmann. Le bâtiment n'en est pas moins impressionnant avec ses 90 m de long, 34 m de large, 30 m de hauteur et son clocher qui culmine à 65 m de hauteur.
Les obsèques de Gioachino Rossini, d'Hector Berlioz et de Georges Bizet y sont célébrées. Elle eût comme paroissiens notables la famille de Wendel.
Consacrée en 1913, la paroisse de la Trinité est la première de France à être confiée à la Communauté de l'Emmanuel par Jean-Marie Lustiger en 1986, pour y animer l'ensemble du service pastoral.
L'église est inscrite au titre des monuments historiques par arrêté du 29 décembre 1977, avant d'être classée le 8 janvier 2016.
En mai 2019 lors d'un inventaire, il est découvert que les horloges de l'église Sainte-Trinité de Paris sont constituées du même mécanisme que celui qui animait celle de la cathédrale Notre-Dame de Paris, détruit lors de l'incendie du 15 avril 2019. Les deux horloges avaient été construites par les mêmes ateliers Collin-Wagner la même année 1867. Seules les dimensions diffèrent, les horloges de l'église Sainte-Trinité étant plus petites que celle de Notre-Dame. L'étude et le relevé minutieux des horloges de l'église de la Sainte-Trinité pourraient servir pour une éventuelle restitution à l'identique de l'horloge de Notre-Dame,.

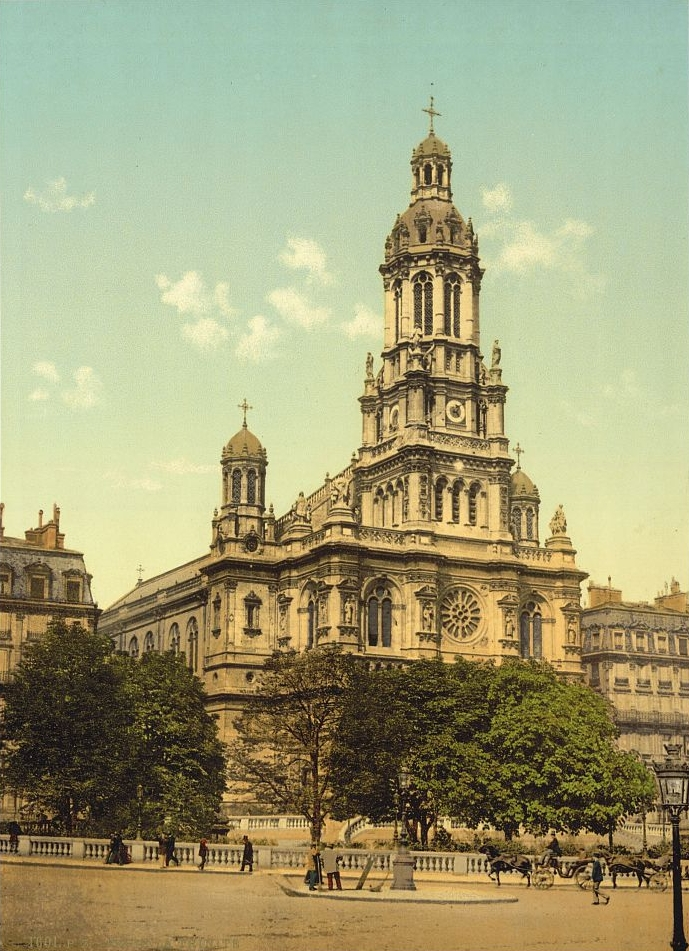
L'église dans les années 1890.
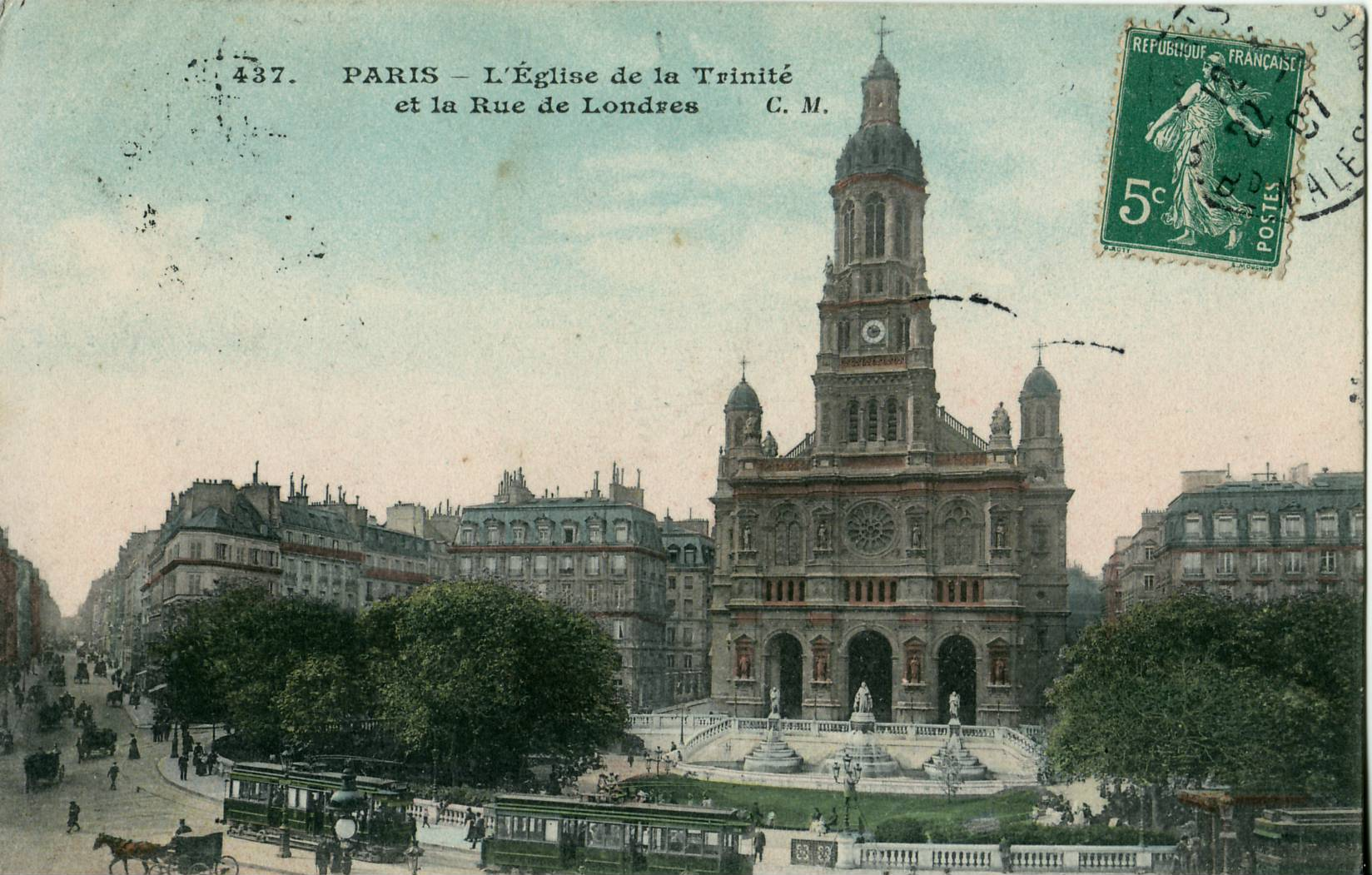
Au début du XXe siècle, au premier plan deux tramways de la ligne Enghien - Trinité.
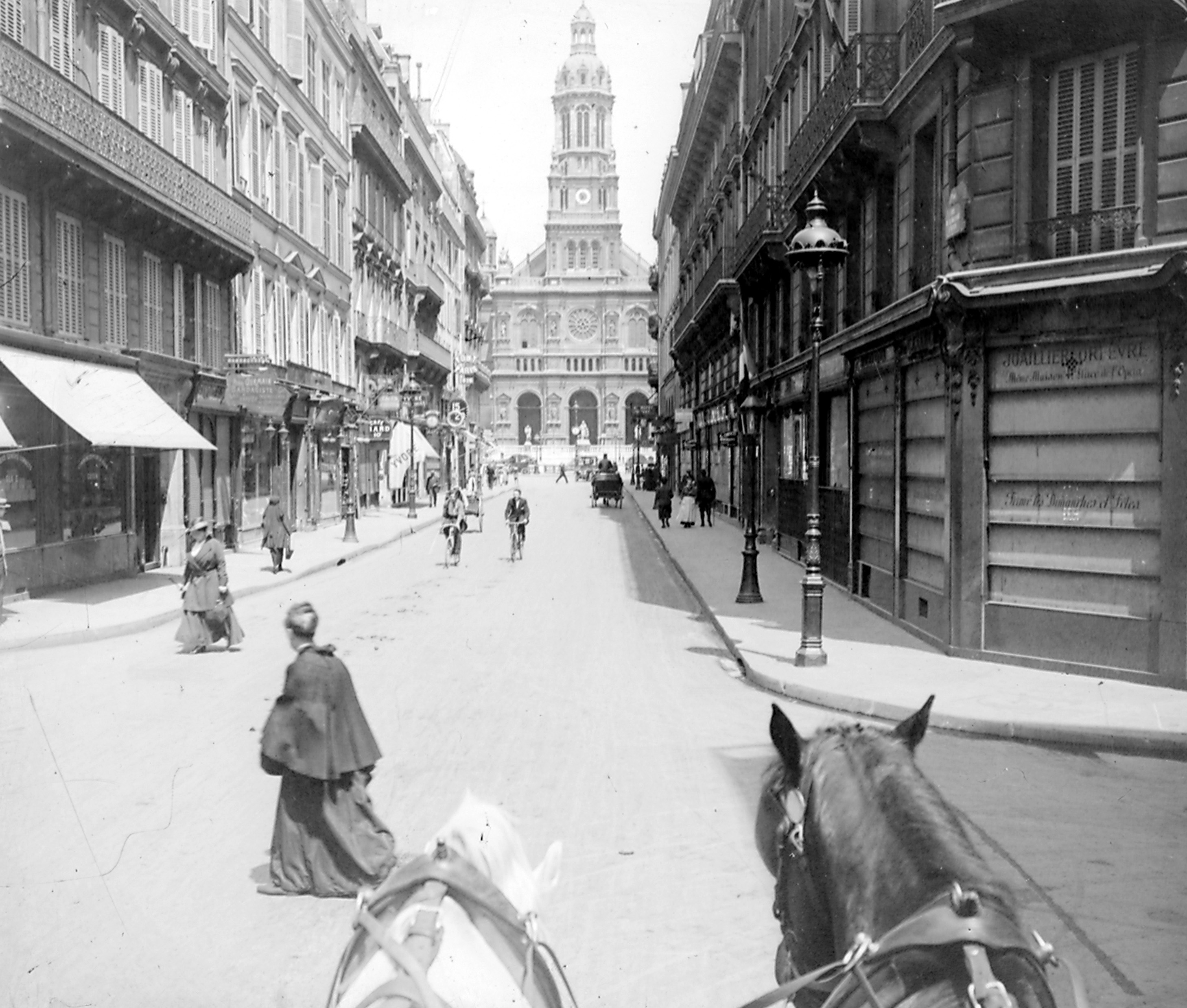
Vue depuis la rue de la Chaussée-d'Antin en 1912.

## Description

### Extérieur

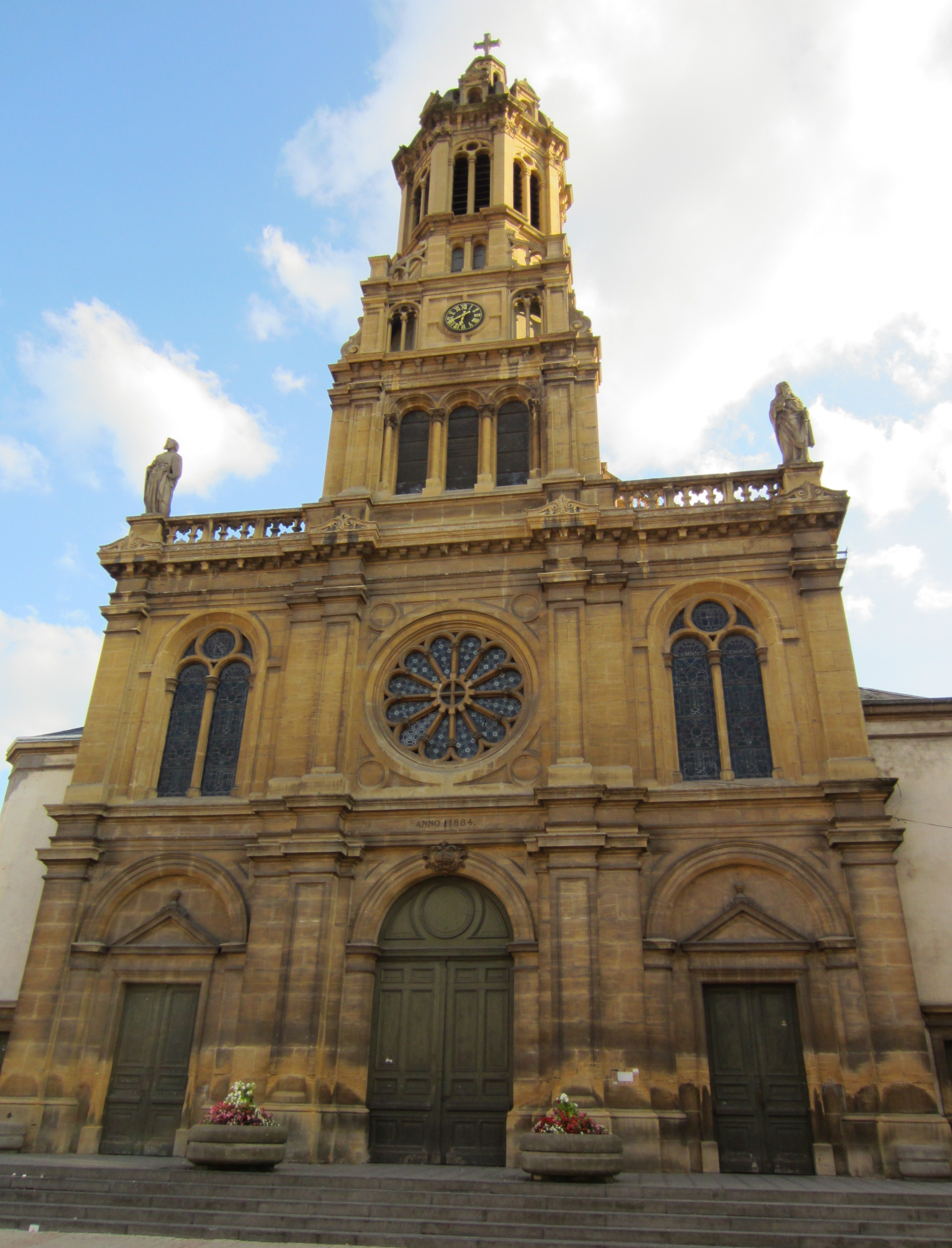
Façade de l'église Saint-Martin d'Hayange (1884), inspirée de celle de la Trinité.

L'édifice est construit au-dessus d'un petit square dessiné par Adolphe Alphand. Sa façade richement décorée est de style éclectique néo-Renaissance inspiré par la Renaissance italienne, avec des niches comme à Saint-Jean de Latran, des frontons et des pilastres. Les décors et les statues illustrent le mystère de la Sainte Trinité et les Pères de l'Église qui ont défendu ce dogme. Liste des statues :
- Saint Grégoire par Mathurin Moreau
- Thomas d'Aquin par Amédée Doublemard
- Hilaire de Poitiers par Eugène Guillaume
- Bonaventure par Amédée Doublemard
- Augustin d'Hippone par Eugène Guillaume
- Grégoire de Naziance par Eugène Guillaume

En haut de la façade sont représentées les quatre vertus cardinales et autour du clocher en forme de beffroi, influencé par la Renaissance française, les symboles des quatre Évangélistes. En contrebas, dans le square, c'est la symbolique du chiffre trois qui domine : trois fontaines à triple vasque, surmontées de trois statues illustrant les trois vertus théologales : La Foi, La Charité et L'Espérance, œuvres de Duret et Lequesne.
L'architecture de l'église Saint-Martin d'Hayange (1884) et dans une moindre mesure celle de l'église Saint-Jean-Baptiste de Québec (1883) sont inspirées de celle de la Trinité.

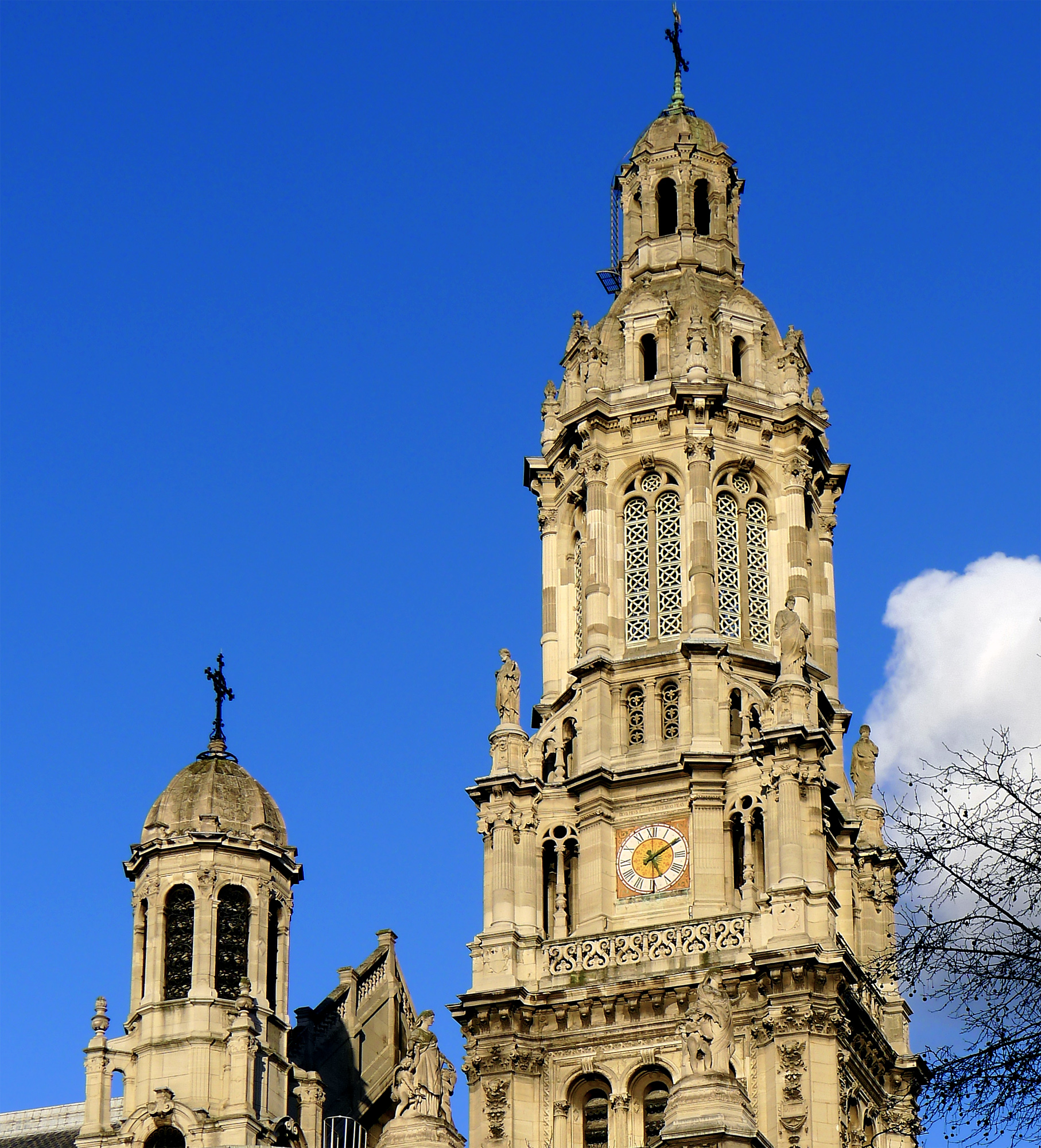
Détail du clocher.
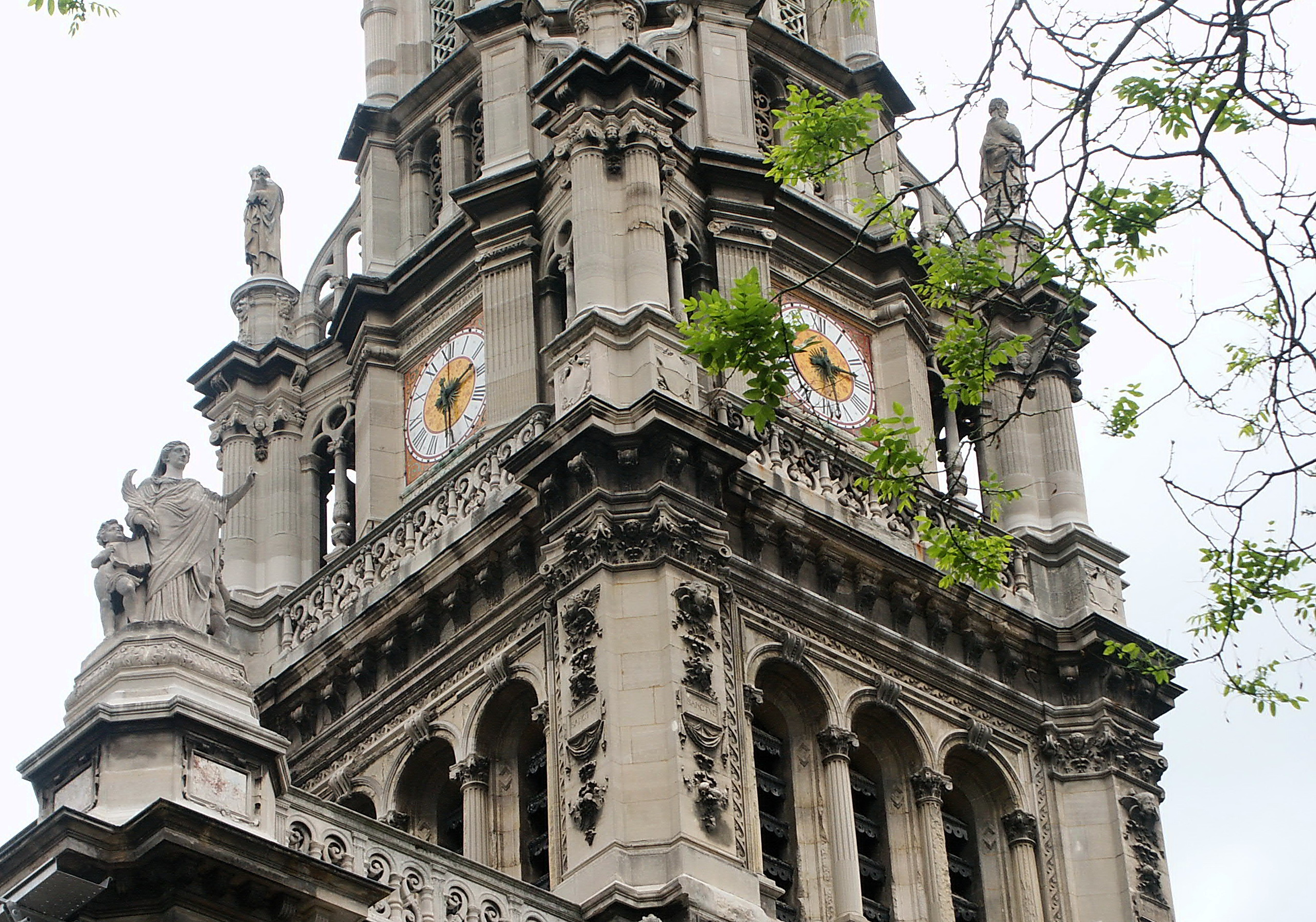
Les horloges.
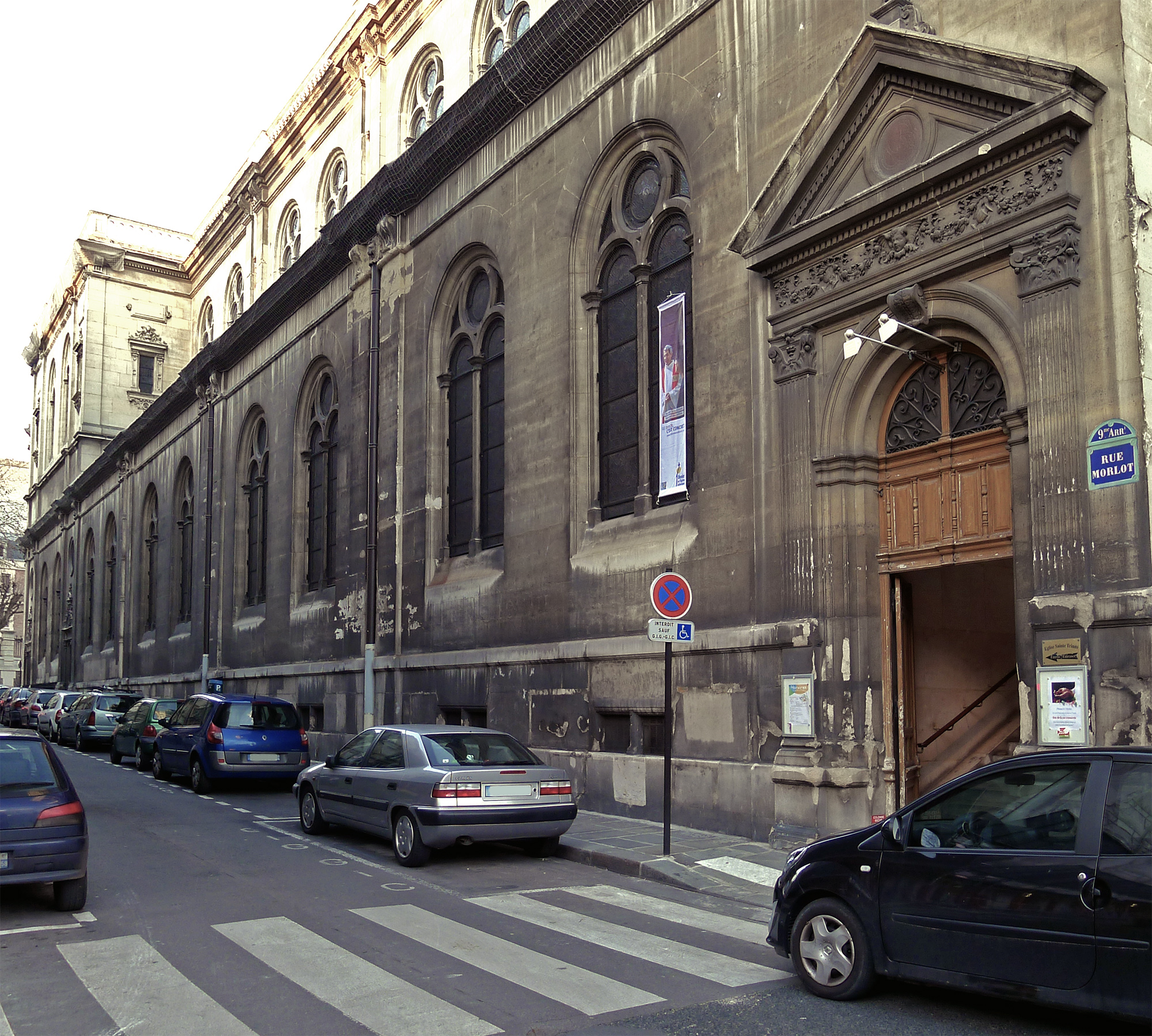
Façade occidentale, le long de la rue Morlot.

### Intérieur
Le chœur surélevé et monumental, avec un somptueux maître-autel, est flanqué de dix colonnes en stuc vert représentant les Dix Commandements de Dieu. Les six piliers qui soutiennent la nef supportent chacun deux apôtres.
Les murs sont richement décorés de peintures de style académique, apprécié par Napoléon III. Des peintures à l'imitation de la mosaïque sur les arcades représentent notamment les Pères de l'Église. La Sainte Trinité figure sur l'arc triomphal au-dessus du chœur ; au fond, au-dessus du grand-orgue, on peut voir une scène de l'Apocalypse.
On remarquera également, au fond de la nef, un balcon se situant en dessous des grands orgues : celui-ci était à l'origine destiné à accueillir l'empereur et sa suite lors de grandes cérémonies religieuses. Cependant, ce dernier ne se rendit jamais dans l'espace qui lui était réservé. On notera que c'est de ce balcon que la vue sur la nef est la meilleure, du fait de son alignement avec l'allée centrale et l'autel.

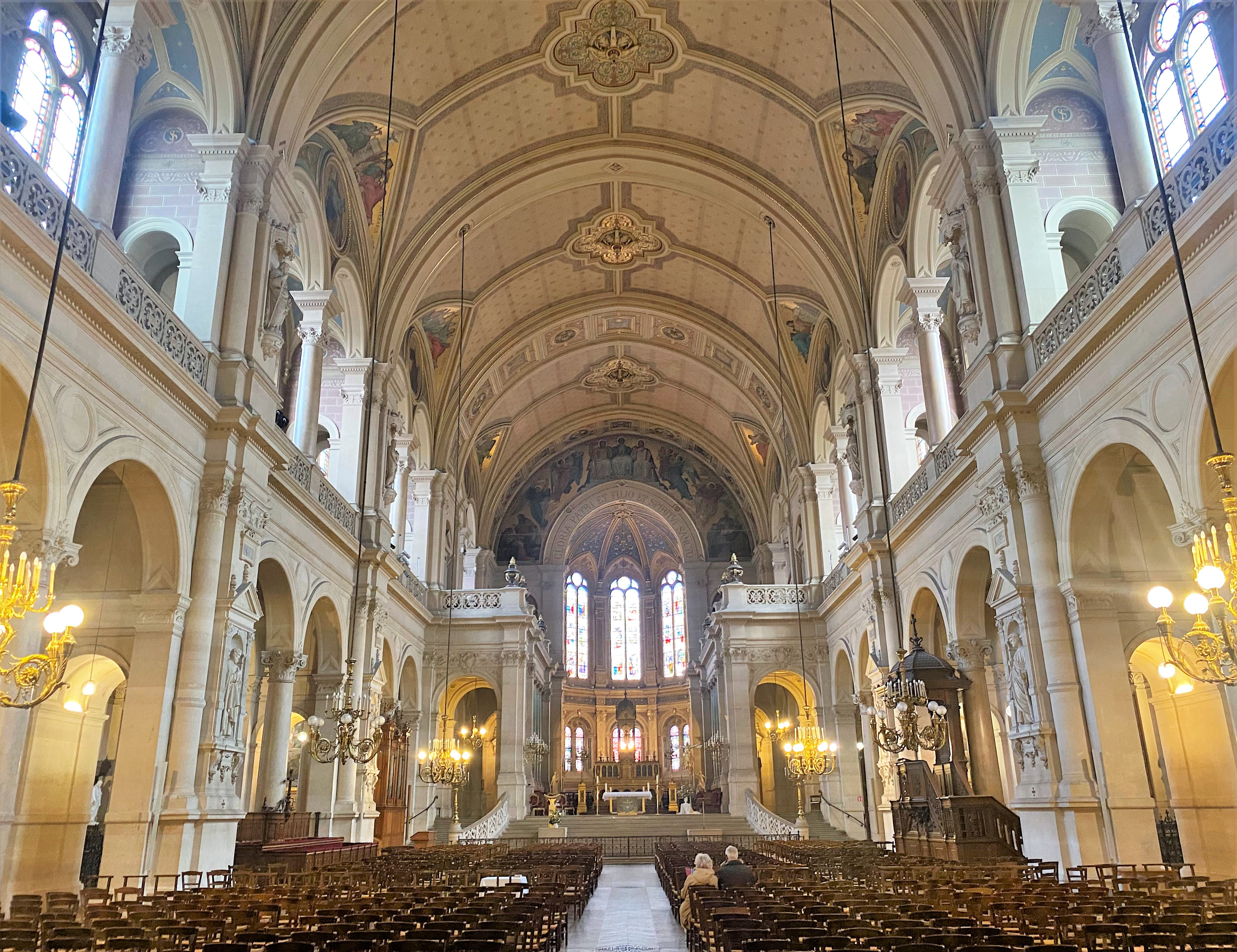
La nef.
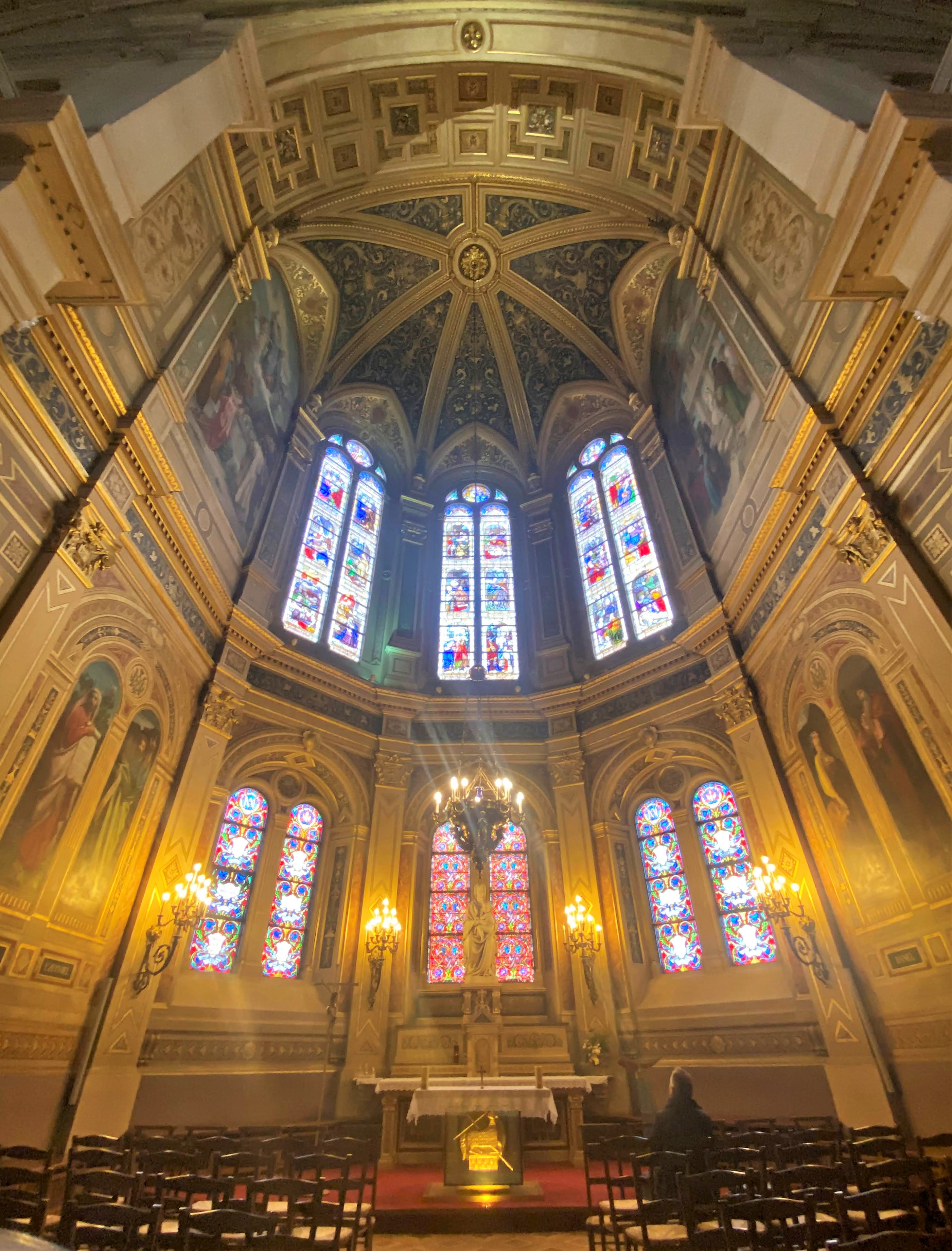
L'abside et ses vitraux.
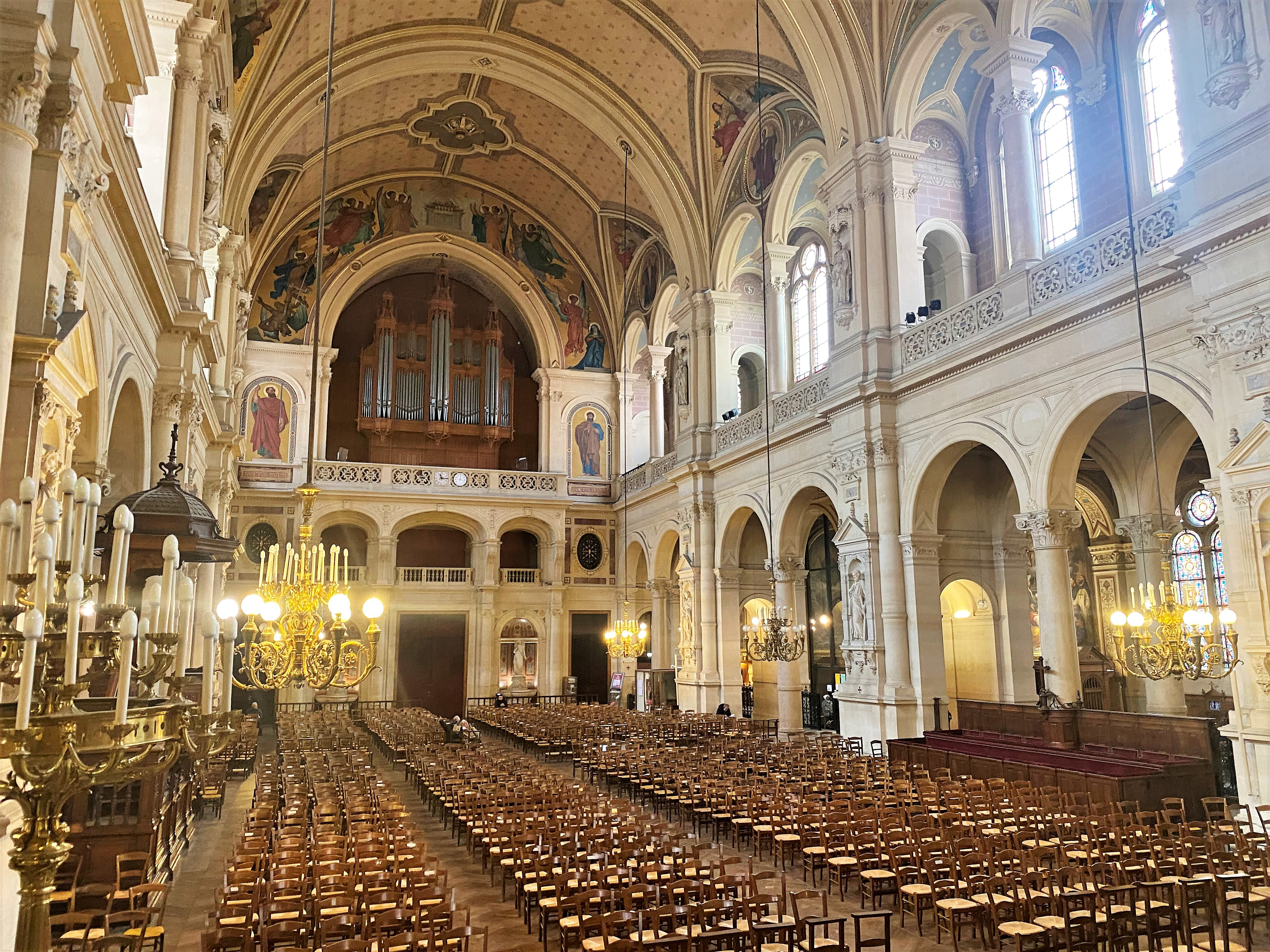
La façade sud avec l'orgue de tribune.

### Chapelles
Les chapelles situées de part et d'autre de la nef et au fond du chœur sont, elles aussi, richement ornées de peintures.
- À droite de la nef en regardant l'autel, côté de l'épître, depuis l'entrée de l'église :
  - chapelle des fins dernières, avec des peintures de :
    - Pierre-Nicolas Brisset (1810-1890) : Les Âmes du Purgatoire ;
    - Pierre-Nicolas Brisset : La Mise au tombeau ;

  - chapelle de saint Vincent de Paul, avec des peintures de :
    - Jean-Jules-Antoine Lecomte du Nouÿ (1842-1923) : Saint Vincent de Paul ramenant des galériens à la foi ;
    - Jean-Jules-Antoine Lecomte du Nouÿ : Saint Vncent de Paul secourant les habitants de Lorraine ;

  - chapelle de sainte Geneviève, avec des peintures de :
    - Félix-Joseph Barrias (1822-1907) : Sainte Geneviève distribuant des vivres aux habitants de Paris pendant le siège de Paris (1875-1877) ;
    - Félix-Joseph Barrias : La Foule priant à sainte Geneviève (1875-1877) ;

  - chapelle de saint Denis, avec des peintures de :
    - Désiré François Laugée (1823-1896) : Mort de saint Denis l'Aréopagite ;
    - Désiré François Laugée : Saint Denis portant sa tête.
- À gauche de la nef en regardant l'autel, côté de l'évangile, depuis l'entrée de l'église :  
  - baptistère, avec des peintures de :
    - Louis Français (1814-1897) : Adam et Ève chassés du Paradis ;
    - Louis Français : Le Baptême du Christ ;

  - chapelle Notre-Dame des Douleurs, avec des tableaux de :
    - Michel Dumas (1812-1885) : La Vierge des douleurs ;
    - Michel Dumas : La Vierge consolatrice ;

  - chapelle du Sacré-Cœur, avec des peintures de :
    - Romain Cazes (1808-1881), Le Sacré-Cœur ;
    - Romain Cazes : Le Bon pasteur ;

  - chapelle de saint Joseph, avec des peintures de :
    - Eugène Thirion (1839-1910) : Saint Joseph, l'Enfant Jésus et Marie ;
    - Eugène Thirion : Le Songe de saint Joseph.

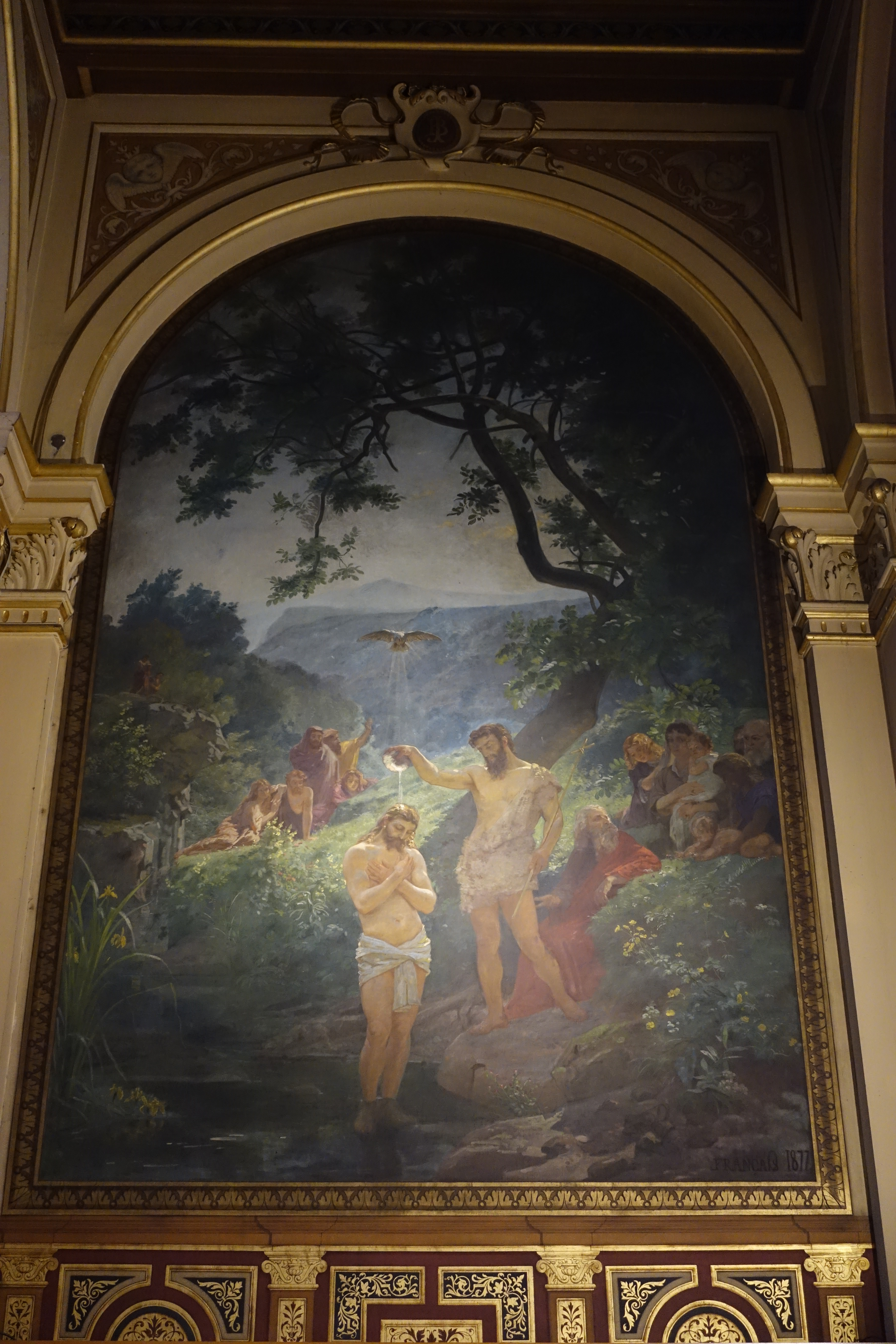
Louis Français, Baptême du Christ, baptistère.
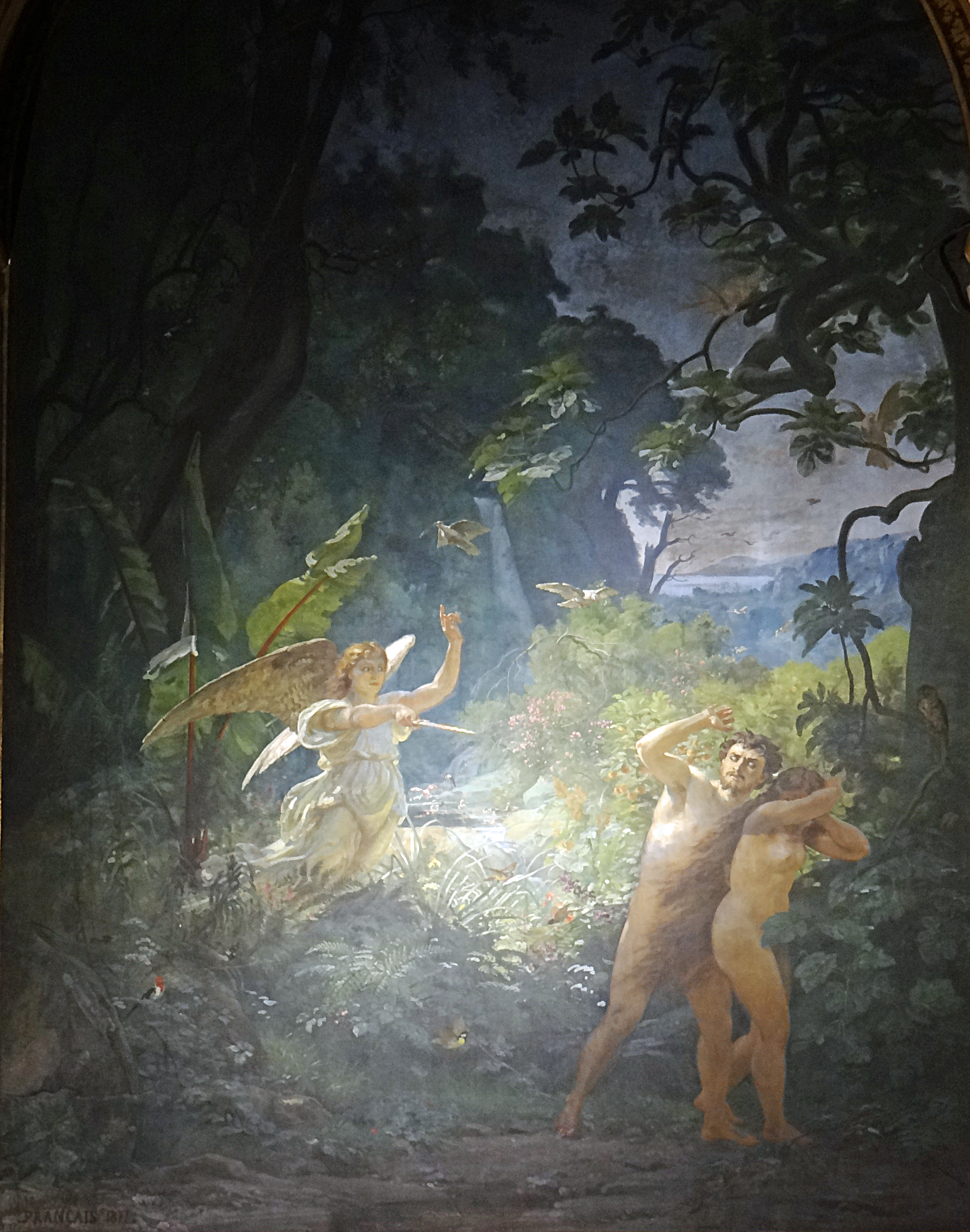
Louis Français, Adam et Ève chassés du Paradis, baptistère.
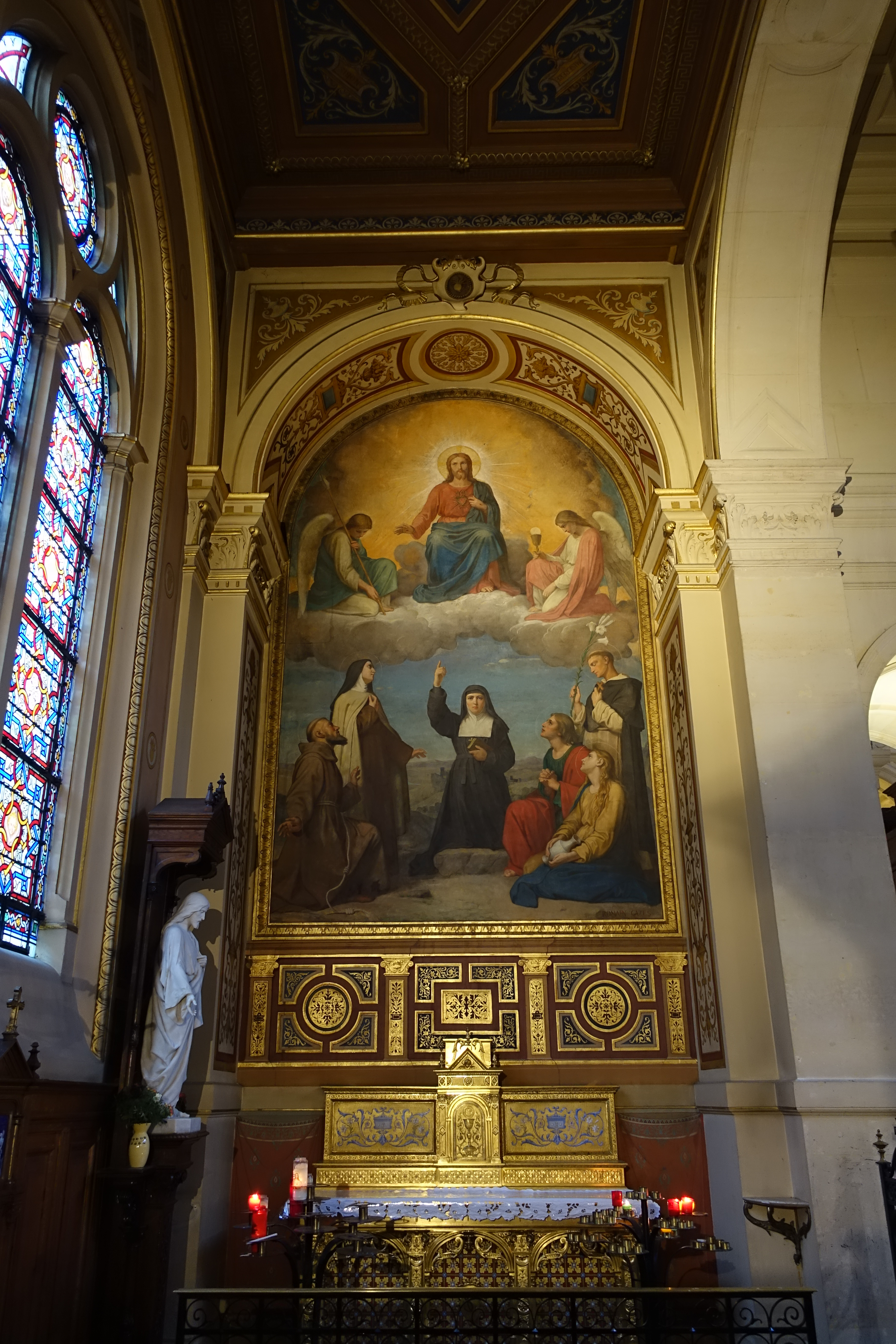
Romain Cazes, Le Sacré-Cœur, chapelle du Sacré-Cœur.
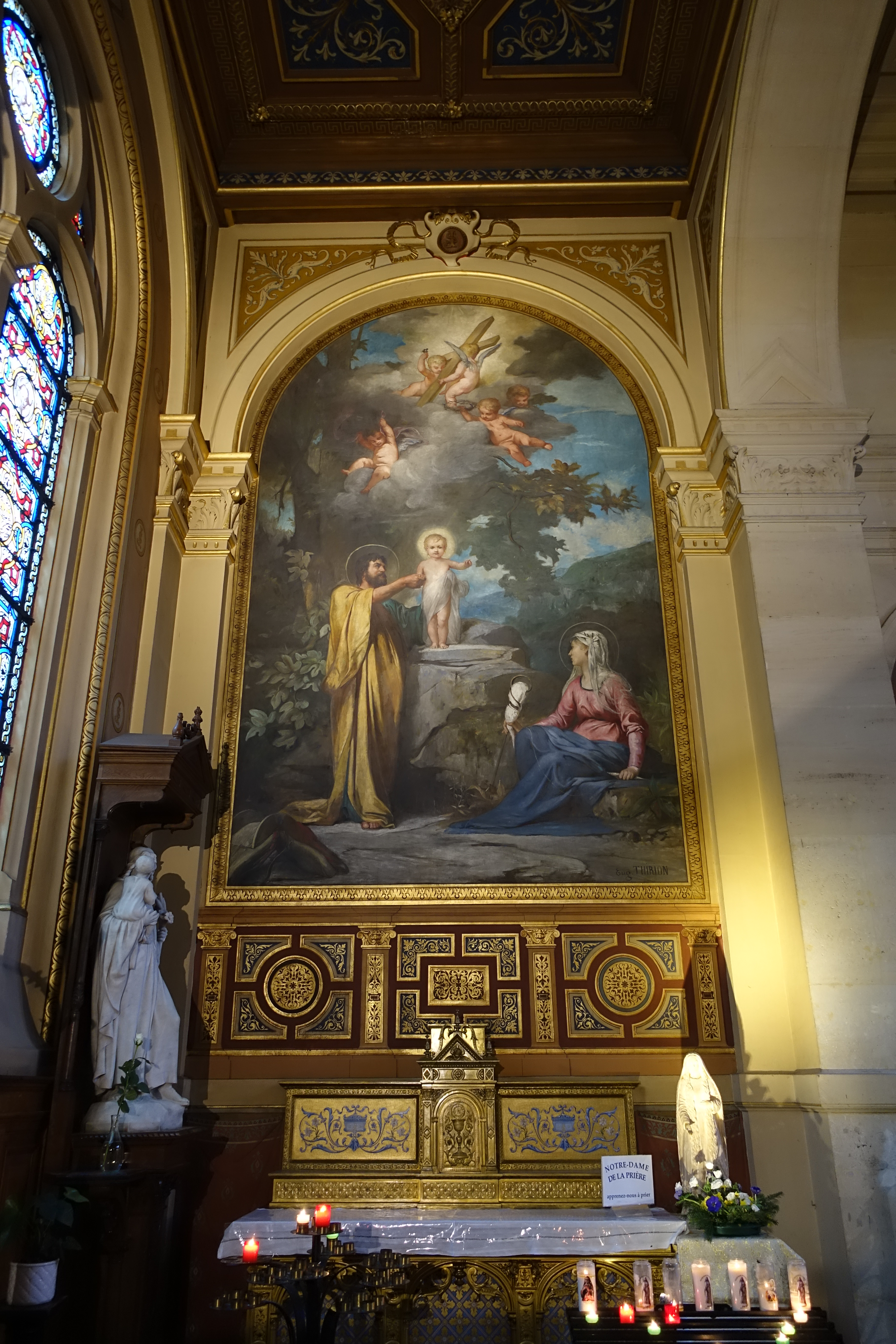
Eugène Thirion, Saint Joseph, l'Enfant Jésus et Marie, chapelle Saint-Joseph.

Les chapelles sont décorées de vitraux.
- Au fond du chœur : 
  - chapelle de la Vierge derrière le maître-autel :
    - L'abside à trois pans est décorée de vitraux historiés racontant la vie de la Vierge. Ils sont inspirés de la Bible et par la tradition de l'Église catholique. Eugène-Stanislas Oudinot (1827-1889) a reçu la commande des vitraux en 1864 avec Paul Charles Nicod (1819-1898) et Auguste Leloir (1809-1892) ;
    - les murs sont ornés de peintures de :
      - Félix Jobbé-Duval : Agneau mystique ;
      - Émile Lévy : La Présentation de la Vierge au temple ;
      - Jules-Élie Delaunay : Assomption.

Il existe encore deux autres chapelles, qui se situent de chaque côté des balcons encadrant le chœur de l'église. Leur accès est interdit au public, mais on peut apercevoir les fresques ornant les murs de ces chapelles.

## Artistes ayant participé à la décoration de l'église

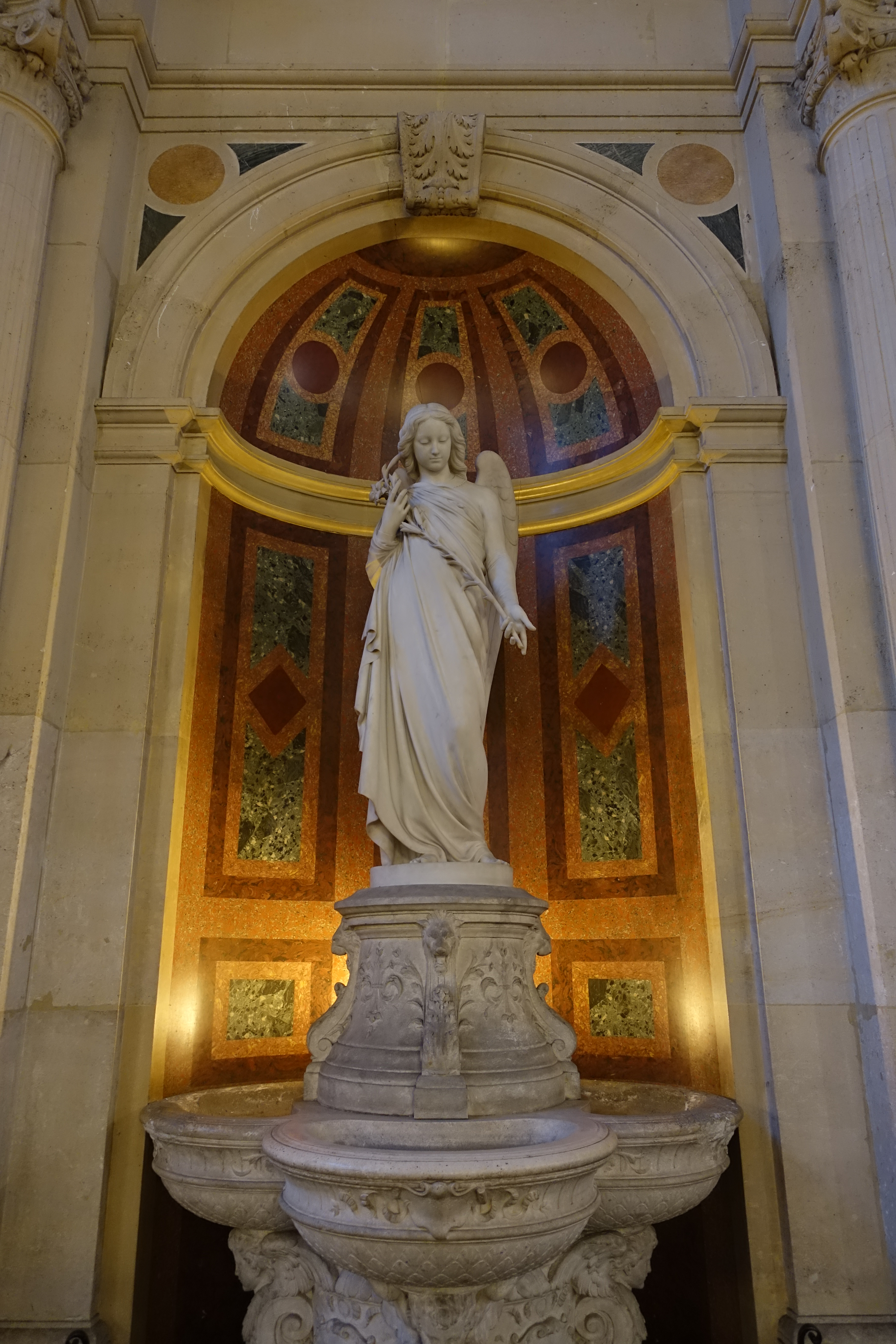
Charles Gumery, Ange. La Pureté.

- Félix-Joseph Barrias : La Sainte Trinité, peinture murale.
- Pierre-Nicolas Brisset : Les Âmes du Purgatoire et La Mise au tombeau, peintures.
- Jules-Élie Delaunay : Assomption, peinture murale.
- Paul Dubois : Vierge à l'Enfant, sculpture.
- Francisque Joseph Duret.
- Charles Gumery : deux statues d'anges, La Pureté et L'Innocence, marbre.
- Félix Jobbé-Duval : L'Agneau mystique, peinture murale.
- Philippe Kaeppelin : les deux autels contemporains (nef et chapelle de la Vierge), les deux crucifix près des autels, les deux ambons.
- Désiré François Laugée : Mort de saint Denys l'Aréopagite et Apothéose de saint Denis, 1876, huiles sur toile[10].
- Jean-Jules-Antoine Lecomte du Nouy : peinture murale.
- Eugène-Louis Lequesne.
- Émile Lévy : peinture murale.
- Mathurin Moreau, Saint Grégoire le Grand et de Saint Jérôme, statues en pierre ornant la façade.
- Placide Poussielgue-Rusand : maître-autel.

### Les orgues

#### Les grandes orgues (orgues de tribune)

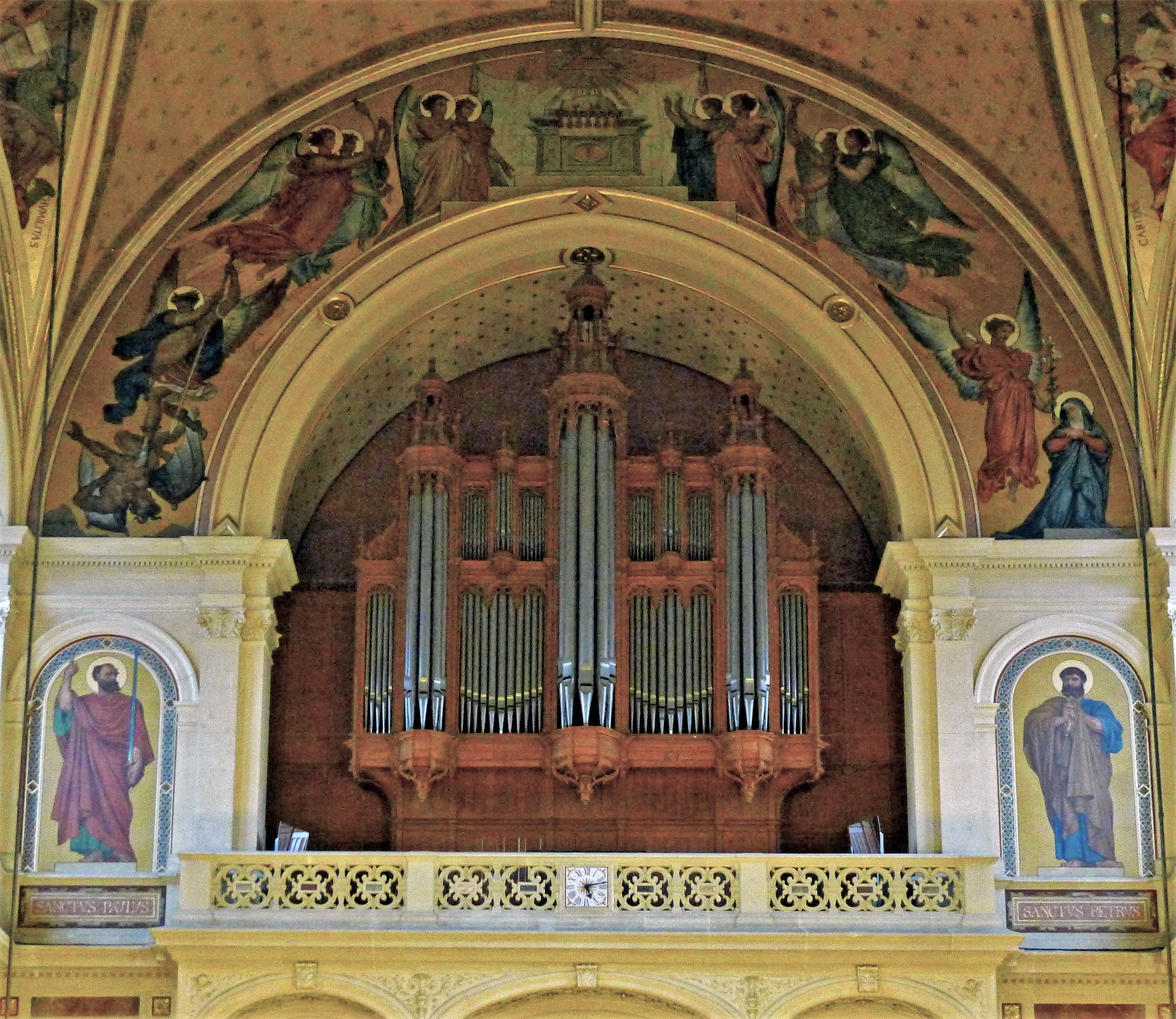
Les grandes orgues.

L'orgue a été construit en 1869 par Aristide Cavaillé-Coll. Très gravement touché lors de la Commune de Paris, il fut entièrement reconstruit par Cavaillé-Coll, et Alexandre Guilmant en fut nommé titulaire. Ce célèbre compositeur créa la majorité de ses œuvres sur les grandes orgues de la Trinité. À cette époque, la composition de l'orgue était la suivante :
| Grand-Orgue     | Positif       | Récit expressif    | Pédale          |
| --------------- | ------------- | ------------------ | --------------- |
| Montre 16'      | Quintaton 16' | Bourdon 8'         | Bourdon 32'     |
| Bourdon 16'     | Flûte 8'      | Flûte 8'           | Contrebasse 16' |
| Montre 8'       | Salicional 8' | Gambe 8'           | Soubasse 16'    |
| Bourdon 8'      | Unda Maris 8' | Voix céleste 8'    | Flûte 8'        |
| Flûte 8'        | Prestant 4'   | Flûte 4'           | Bourdon 8'      |
| Gambe 8'        | Flûte 4'      | Flûte 2'           | Violoncelle 8'  |
| Prestant        | Doublette 2'  | Trompette 8'       | Flûte 4'        |
| Quinte 2 2/3'   | Piccolo 1'    | Clairon 4'         | Bombarde 16'    |
| Plein-Jeu V rgs | Cornet        | Basson-hautbois 8' | Trompette 8'    |
| Cornet          | Basson 16'    | Voix humaine 8'    | Clairon 4'      |
| Bombarde 16'    | Trompette 8'  |                    |                 |
| Trompette 8'    | Clarinette 8' |                    |                 |
| Clairon 4'      |               |                    |                 |

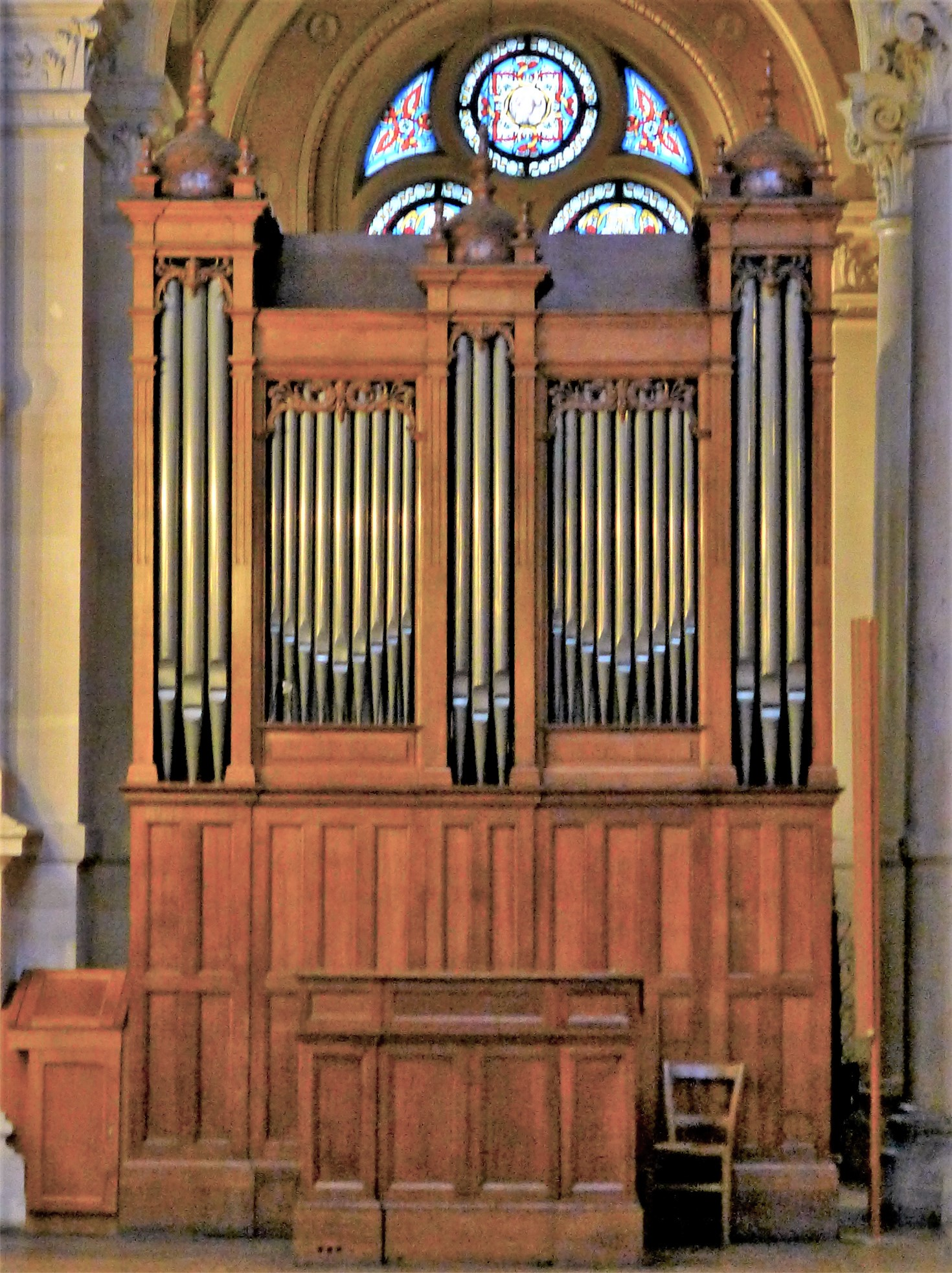
L'orgue du chœur.

L'orgue fut plusieurs fois modifié. Tout d'abord par Merklin en 1901, ce qui coûta sa place à Alexandre Guilmant qui refusa de signer la réception des travaux. Plus tard, le titulariat d'Olivier Messiaen, durant 61 ans (de 1931 jusqu'à sa mort en 1992), fut l'origine de nombreux aménagements, en premier lieu par la maison Pleyel-Cavaillé-Coll en 1934, puis surtout par la maison Beuchet-Debierre en 1965.
Aujourd'hui, il comporte :
- 3 claviers manuels et pédalier ;
- 60 jeux ;
- la traction électrique des claviers et des jeux.

| I Grand-Orgue C–g3 |      |
| Montre             | 16′  |
| Bourdon            | 16′  |
| Montre             | 8′   |
| Flûte harmonique   | 8′   |
| Bourdon            | 8′   |
| Gambe              | 8′   |
| Prestant           | 4′   |
| Flûte octaviante   | 4′   |
| Nazard             | 2/3′ |
| Doublette          | 2′   |
| Cornet V           |      |
| Plein Jeu IV       |      |
| Cymbale II–IV      |      |
| Bombarde           | 16′  |
| Trompette          | 8′   |
| Clairon            | 4′   |

| II Positif C–g3       |       |
| Jeux sous expression: |       |
| Cor de nuit           | 8′    |
| Flûte douce           | 4′    |
| Nazard                | 2/3′  |
| Flageolet             | 2′    |
| Tierce                | 13/5′ |
| Piccolo               | 1′    |
| Clarinette            | 8′    |
| Jeux non-expressifs:  |       |
| Quintaton             | 16′   |
| Principal             | 8′    |
| Flûte harmonique      | 8′    |
| Salicional            | 8′    |
| Unda maris            | 8′    |
| Prestant              | 4′    |
| Doublette             | 2′    |
| Cornet II–V           |       |
| Fourniture IV         |       |
| Basson                | 16′   |
| Trompette             | 8′    |
| Clairon               | 4′    |

| III Récit (expressif) C–g3 |       |
| Bourdon                    | 16′   |
| Flûte traversière          | 8′    |
| Bourdon                    | 8′    |
| Gambe                      | 8′    |
| Voix céleste               | 8′    |
| Flûte octaviante           | 4′    |
| Nazard                     | 2/3′  |
| Octavin                    | 2′    |
| Tierce                     | 13/5′ |
| Cymbale III                |       |
| Bombarde                   | 16′   |
| Trompette                  | 8′    |
| Basson-Hautbois            | 8′    |
| Voix humaine               | 8′    |
| Clairon                    | 4′    |
|                            |       |
| Tremblant                  |       |

| Pédale C–g1  |     |
| Flûte        | 32′ |
| Soubasse     | 16′ |
| Contrebasse  | 16′ |
| Flûte        | 8′  |
| Bourdon      | 8′  |
| Violoncelle  | 8′  |
| Flûte        | 4′  |
| Plein Jeu IV |     |
| Bombarde     | 16′ |
| Trompette    | 8′  |
| Clairon      | 4′  |

Organiste honoraire
- Madeleine Zakia] (depuis 2011).

Organistes titulaires
- Charles-Alexis Chauvet (1869-1871).
- Alexandre Guilmant (1872-1901).
- Charles Quef (1902-1929).
- Olivier Messiaen (1931-1992).
- Naji Hakim (1993-2008), Maxime Patel, adjoint de 1999 à 2011[11].
- Loïc Mallié, Jean-François Hatton et Thomas Lacôte, titulaires depuis 2011[12].

## Curés de la paroisse
- Dominique Rey
- Jacques Benoit-Gonnin
- Emmanuel Dumont
- Philippe Christory
- Emmanuel Pinot (depuis 2018)

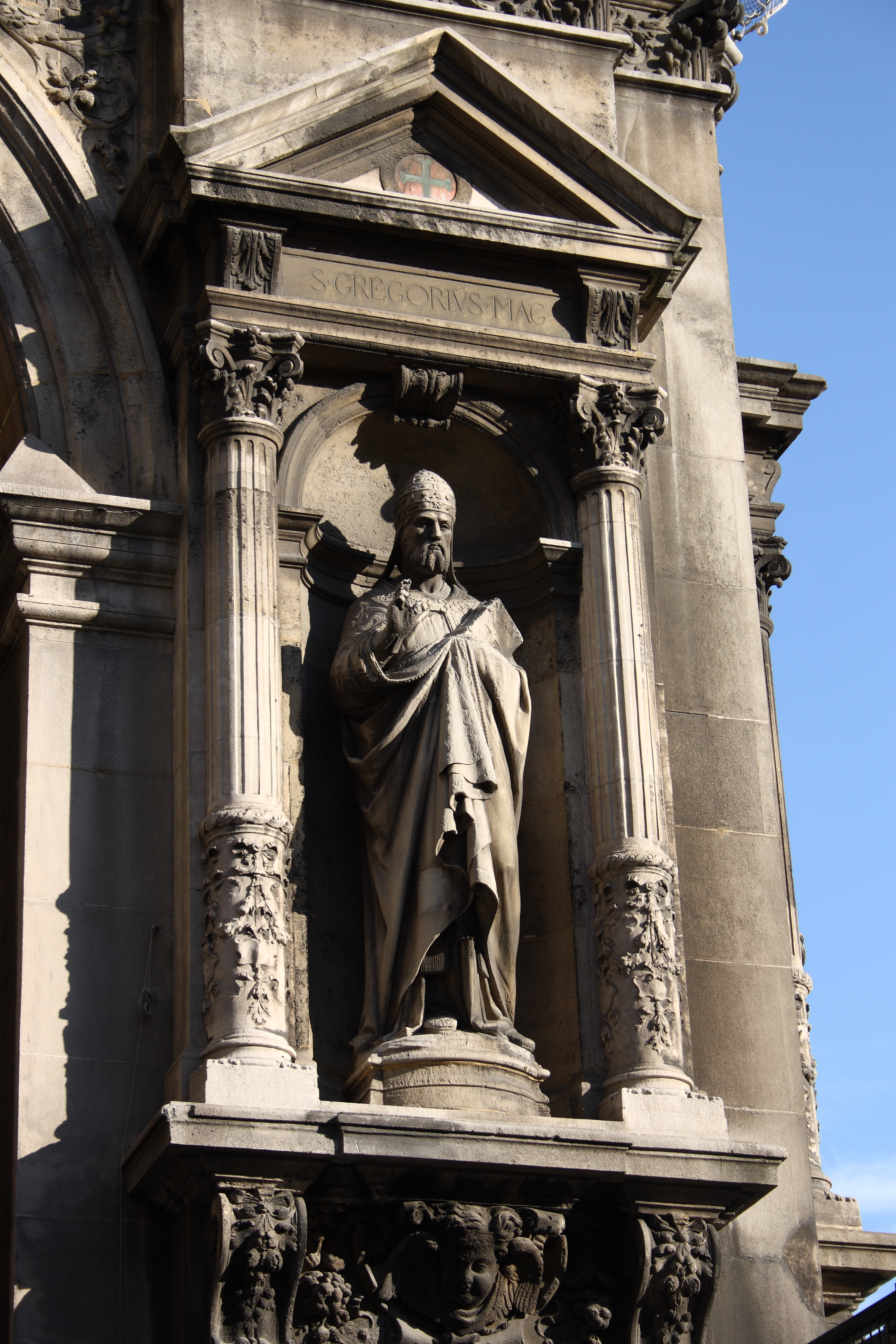
Mathurin Moreau, Saint Grégoire le Grand.
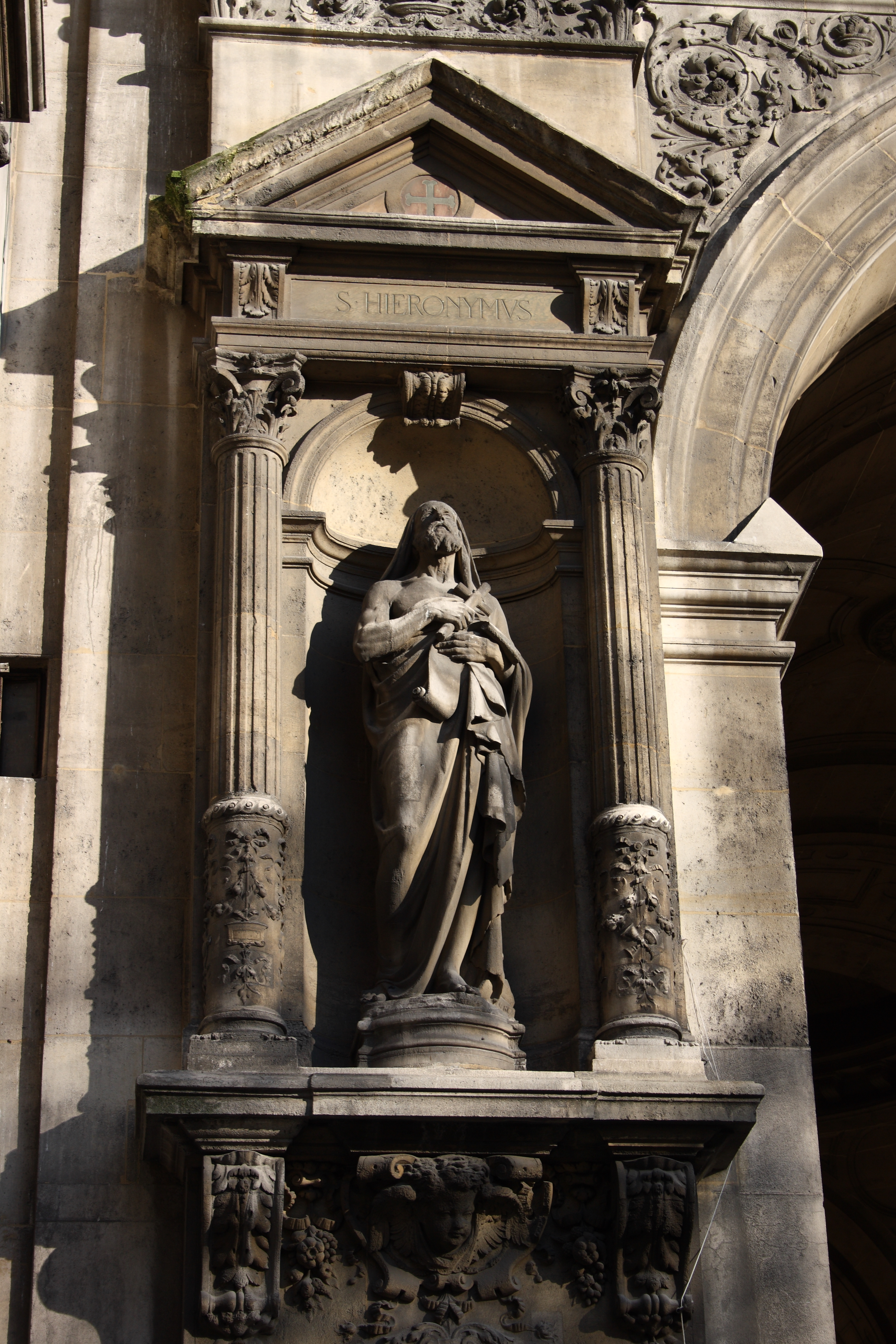
Mathurin Moreau, Saint Jérôme.
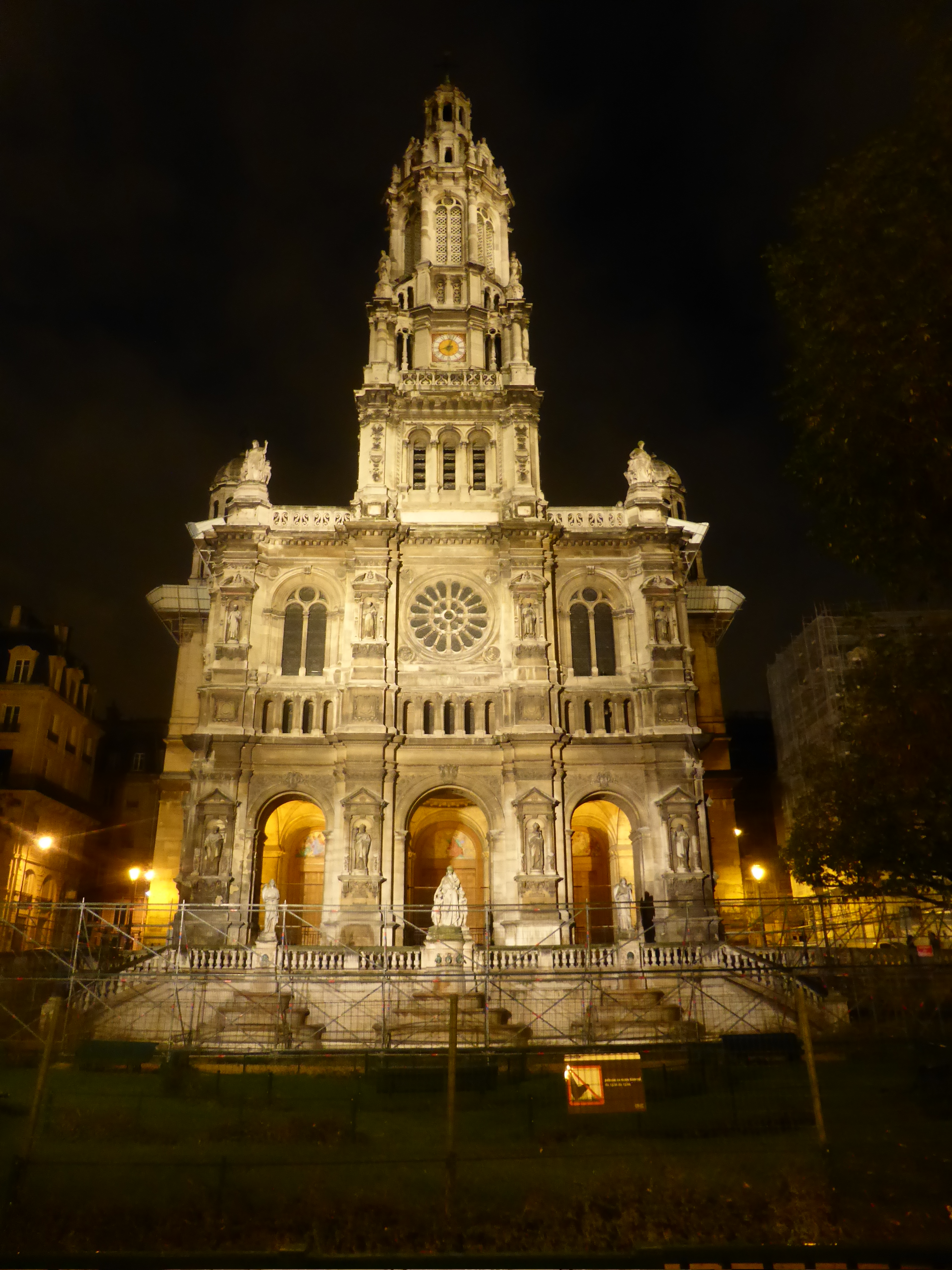
Église de la Sainte-Trinité de nuit.
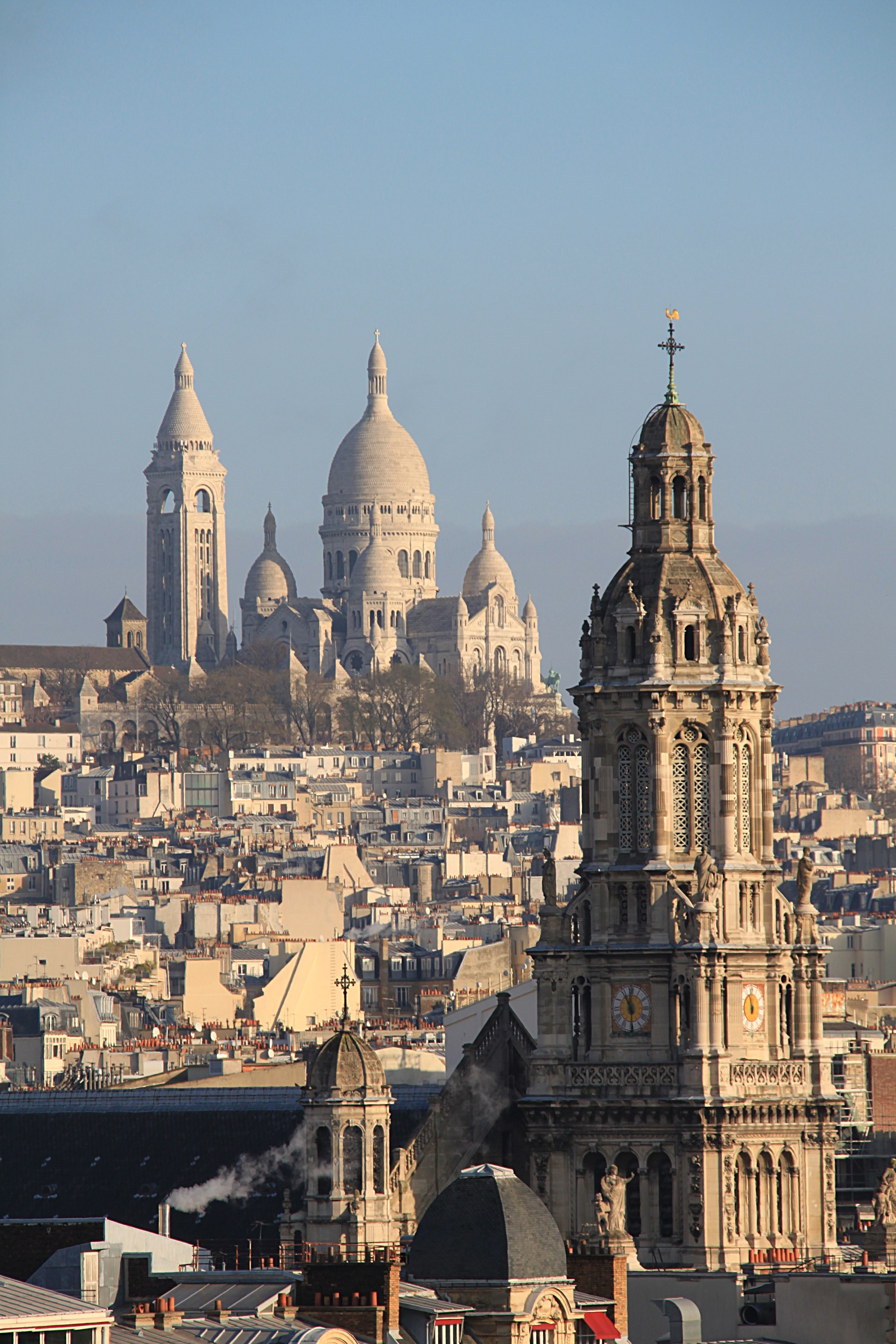
L'église de la Sainte-Trinité avec le Sacré-Cœur.
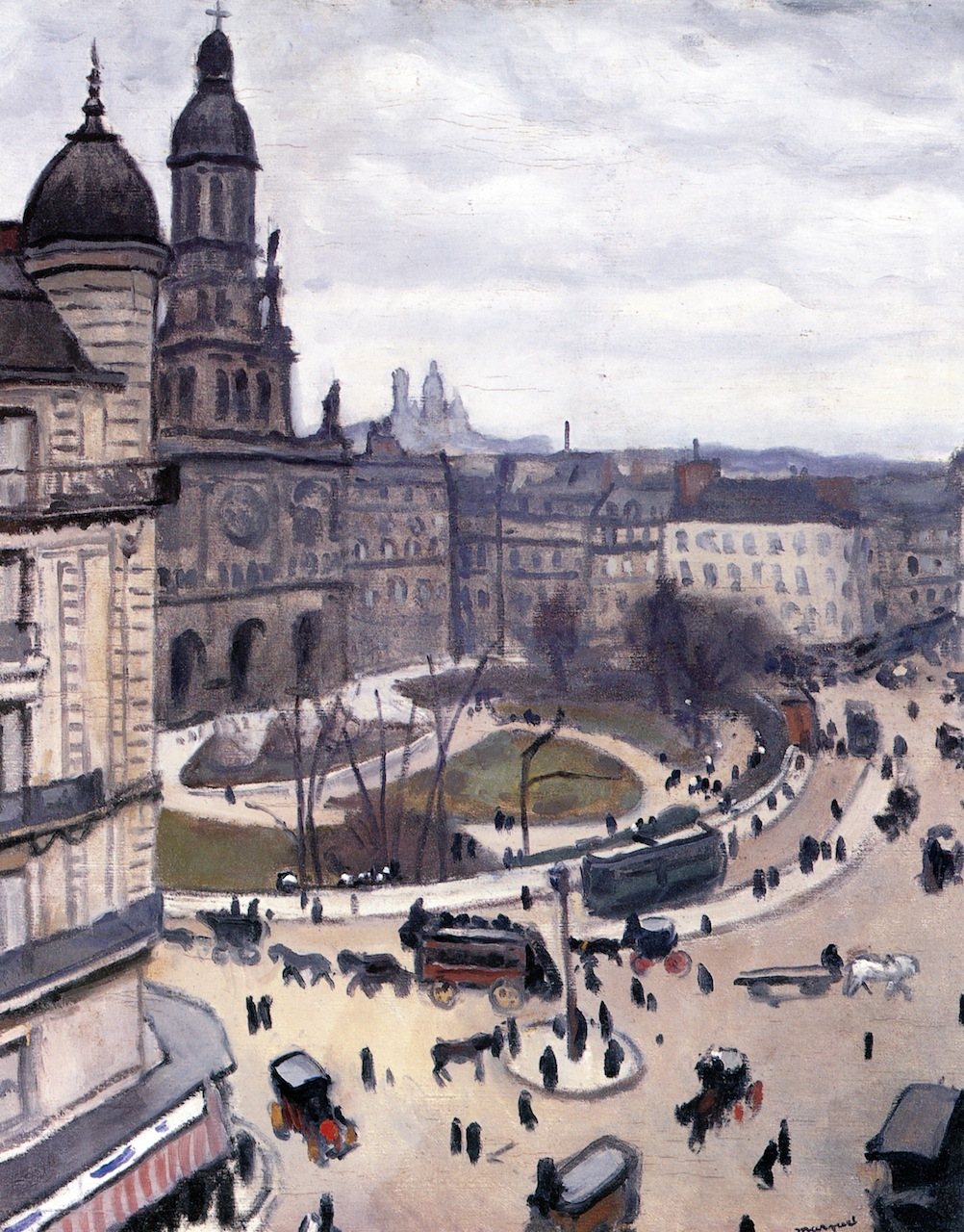
Place de la Trinité de Paris, Albert Marquet (1911), musée de l'Ermitage.

## Accès
- L'église de la Sainte-Trinité est accessible à pied depuis la gare Saint-Lazare.
- L'église est desservie au niveau des transports en commun :
  - depuis la gare Saint-Lazare où passent les lignes J et L du Transilien ;
  - depuis la gare d'Auber de la ligne A du RER ;
  - depuis la gare d'Haussmann - Saint-Lazare de la ligne E du RER ;
  - les stations de métro Saint-Lazare (lignes 3, 12, 13 et 14), Trinité - d'Estienne d'Orves (ligne 12), Chaussée d'Antin - La Fayette (lignes 7 et 9) et Havre - Caumartin (lignes 3 et 9).